# 음비니
음비니(스페인어: Mbini)는 적도 기니 리토랄주의 도시로 인구는 14,034명(1994년 기준)이다. 음비니는 적도 기니의 대륙 지방인 리오무니(Rio Muni)의 은도웨어(Ndowe) 표기이다.
베니토강 어귀와 접하며 바타에서 남서쪽으로 44km 정도 떨어진 곳에 위치한다. 해산물, 해변으로 유명한 도시이다.